# Порфирије Ефески
Порфирије Ефески (грч. Πορφυριος; . 361) - ранохришћански мученик, глумац. Поштују га православна (15. септембар по јулијанском календару) и католичка црква (4. новембар) црква.
Свети Порфирије је живео у време цара Јулијана Одступника. Од малих ногу је био глумац у Ефесу. У позоришту је често морао да учествује у представама у којима су хришћански ритуали приказани са подсмехом.
О околностима његовог крштења и мучеништва постоје две легенде. Према једној верзији, Порфирије је имао ћерку, коју је изгубио услед изненадне смрти. Овај губитак га је погодио у срце. Напустио је глуму и почео да лута скрушен. Утеху је нашао у хришћанској вери, крстио се и смело осудио незнабоштво. Одбивши да се поклони идолима по наређењу локалног владара, Због тога је погубљен.
Према другом предању, глумац Порфирије, на рођендан цара Јулијана Отпадника, играо је улогу у позоришту, по којој је требало да се руга сакраменту светог крштења. Али када је Порфирије у току представе заронио у воду и рекао: „Слуга Божији Порфирије се крсти у име Оца и Сина и Светога Духа“, тада је под утицајем благодати Божије, коју је примио на ове речи, изишавши из воде, отворено исповедио хришћанску веру. Јулијан је одмах наредио да га муче и после мучења погубе.